# TRW Inc.
TRW Inc. foi uma corporação americana envolvida em uma variedade de negócios, principalmente aeroespacial, automotiva, e análise de crédito. Foi pioneira em uma série de campos, incluindo: componentes eletrônicos, circuitos integrados, computadores, software e engenharia de sistemas. TRW construiu muitas espaçonaves, incluindo Pioneer 1, Pioneer 10 e vários observatórios espaciais. Ele foi #57 na lista da Fortune 500, e contava com 122.258 funcionários.
TRW criou raízes quando foi fundada em 1901 e durou mais de um século até ser adquirida pela Northrop Grumman em 2002. Ela ajudou a criar uma variedade de corporações, incluindo Thompson Ramo Wooldridge (fonte da sigla TRW), Pacific Semiconductors, Aerospace Corporation, Bunker-Ramo, Experian e TRW Automotive, que agora faz parte da ZF Friedrichshafen. As pessoas provenientes da TRW eram importantes para construir corporações como a SpaceX.
Em 1953, a empresa foi recrutada para liderar o desenvolvimento do primeiro ICBM dos Estados Unidos. Começando com o projeto inicial pela Convair, a equipe multi-corporativa lançou Atlas em 1957. Ele voou por um grande alcance em 1958, e foi adaptado para voar em órbita com os astronautas do Mercury. TRW também liderou o desenvolvimento do míssil Titan, Que mais tarde foi adaptado para voar nas missões Gemini. A empresa serviu a Força Aérea dos EUA como engenheiros de sistemas em todos os esforços subsequentes de desenvolvimento do ICBM, mas TRW nunca produziu qualquer hardware de míssil por causa do conflito de interesse.  Em 1960, o Congresso estimulou a formação da Aerospace Corporation sem fins lucrativos para fornecer sistemas de engenharia para o governo dos EUA, mas a TRW continuou a orientar os esforços do ICBM.

## História
TRW originou-se em 1901 com a Cleveland Cap Screw Company, fundado por David Kurtz e outros quatro residentes de Cleveland. Seus produtos iniciais eram parafusos com cabeças soldadas eletricamente aos eixos. Em 1904, um soldador chamado Charles E. Thompson adaptou seu processo para fazer válvulas de motor de automóvel, e, em 1915, a empresa era a maior produtora de válvulas nos Estados Unidos.  Charles Thompson foi nomeado Gerente Geral da empresa, que se tornou a Thompson Products em 1926.  Suas válvulas ocas de refrigeração de sódio ajudaram o voo solo de Charles Lindbergh através do Atlântico.

## Aeroespacial
TRW Inc. foi ativa no desenvolvimento de sistemas de mísseis e naves espaciais, notadamente o início do desenvolvimento do programa U.S. ICBM sob a liderança do Teapot Committee liderado por John von Neumann. TRW foi pioneira na engenharia de sistemas e criou o ubíquo N2 chart e o moderno diagrama de blocos de fluxo funcional. Eles serviram como a principal fonte de engenharia de sistemas para os programas de mísseis balísticos da Força Aérea dos Estados Unidos.

### Exploração espacial
Laboratórios de Tecnologia Espacial (STL; em inglês), então uma divisão da Ramo-Wooldridge Corp., projetaram e produziram as cargas idênticas para Pioneer 0, 1 e 2. Estas foram destinadas a orbitar e fotografar a Lua, mas os problemas do veículo de lançamento impediram isso. NASA lançou o Pioneer 1 como sua primeira espaçonave em 11 de outubro de 1958 Ele estabeleceu um registro de distância da Terra, e forneceu dados sobre a extensão dos cintos de radiação da Terra.
Pioneer 10 e 11 eram espaçonaves quase idênticas, projetadas e fabricadas pela TRW Systems Group.  Elas foram otimizados para a robustez, uma vez que foram os primeiros objetos feitos pelo homem para passar pelo cinturão de asteroides e cinto de radiação de Júpiter. Simplicidade, redundância e uso de componentes comprovados foram essenciais. Como primeira nave espacial totalmente atômica da NASA, Estas usaram unidades de plutônio-238 desenvolvidas por Teledyne Isotopes. Pioneer 10 carregava 11 instrumentos, e Pioneer 11 carregava 12, para investigar Júpiter e Saturno, respectivamente.  Os dados foram transmitidos de volta à Terra em 8 Watts, 128 bytes/s em Júpiter, e 1 byte/s de mais para fora. Pioneer 10 foi o primeiro objeto feito pelo homem ir além das órbitas planetárias, e sua última telemetria foi recebida em 2002, 30 anos após o lançamento.
TRW Systems Group projetou e construiu o pacote de instrumentos que realizou as experiências biológicas marcianas, procurando vida a bordo dos dois Viking Landers lançados em 1975. O sistema de 34 lb (15,5 kg) realizou quatro experimentos em solo marciano usando um cromatógrafo de gás-espectrômetro de massa (GC-MS) e um instrumento biológico combinado.

### Observatórios espaciais
TRW projetou e construiu os seguintes observatórios espaciais:
- HEAO 1, 2, e 3, com HEAO 2 sendo o Observatório Einstein, o primeiro telescópio de imagem de raio X colocado no espaço
- Compton Gamma Ray Observatory que é o segundo de quatro entre o programa Great Observatories da NASA
- Chandra X-ray Observatory é o terceiro dos Grandes Observatórios da NASA

As equipes que desenvolvem os seguintes observatórios continuaram seu trabalho como parte da Northrop Grumman Aerospace Systems:
- Telescópio espacial SIM Lite que teria procurado planetas do tamanho da terra nas zonas habitáveis em torno de estrelas próximas (projeto cancelado)
- James Webb Space Telescope[24] que será o sucessor do Telescópio Espacial Hubble

### Satélites
TRW Systems Group projetou e manufaturou a série Vela de satélites de detecção nuclear que monitoraram o estabelecimento, em 1963, do Tratado de Proibição Parcial de Testes Nucleares.  Posteriormente, eles produziram a série Advanced Vela, lançada pela primeira vez em 1967, que poderia detectar rajadas de ar nuclear usando instrumentos realmente chamados bhangmeters. Ele tinha o primeiro sistema de controle de atitude de dupla rotação com o impulso total do sistema controlado a zero.  Os satélites Vela e Advanced Vela foram os primeiros a alertar os astrônomos para a presença de rajadas de raios gama. Eles também relataram um misterioso teste nuclear aparente agora chamado Incidente Vela.

### Motores Rocket
TRW projetou e construiu o motor de descida ou (LMDE) para o Apollo lander lunar. Devido à necessidade de um aterrissagem suave na Lua, foi o primeiro motor regulável para voo espacial tripulado. Isto, e as exigências para o impulso elevado, o baixo peso, e o esmagamento (no caso do aterragem em uma rocha grande), ganhou elogios surpreendentes das páginas de história da NASA, considerando a complexidade das missões lunares: "O motor de descida de módulo lunar provavelmente foi o maior desafio e o desenvolvimento técnico mais destacado da Apollo".  Este motor foi usado no Apollo 13 para obter uma trajetória de retorno livre e fazer uma correção de curso menor após danos no Módulo de Serviço.
Depois do programa Apollo, o LMDE foi desenvolvido para o motor TRW TR-201. Este motor foi usado na segunda etapa Delta-P do veículo de lançamento Delta para 77 lançamentos entre 1972-1988.

## Semicondutores e computadores
O Ramo-Wooldridge Corp formou Pacific Semiconductors em junho de 1954, sob a liderança de Harper North, que tinha sido chefe de eletrônica de R+D na Hughes Aircraft. O financiamento para este empreendimento da Thompson Products foi cerca de dez vezes o seu investimento inicial em Ramo-Wooldridge. O objetivo original era produzir o transistor recentemente inventado para vendas comerciais.
A empresa fabricou o RW-300 para vendas em 1959, um dos primeiros computadores "all-transistor" Com uma fonte de alimentação que usava tubos de vácuo. O computador foi direcionado para aplicações de controle industrial, com 1024 entradas analógicas multiplexadas para um conversor analógico-digital de 10 bits de 1.9K amostra/s que era transparente para o programador. O sistema operacional em tempo real foi escrito por John Neblett, e foi o precursor intelectual do sistema operacional RSX-11 para o PDP-11.
O computador TRW-130 foi introduzido em 1961, e designou o AN/UYK-1 pela Marinha dos Estados Unidos como parte de seu sistema de localização por satélite pré-GPS TRANSIT (NAVSAT). Ele usou turnos Doppler para calcular um local em cerca de 15 minutos, e tinha cantos arredondados para permitir a instalação em submarinos.
A porta lógica de TTL, que era o padrão da indústria eletrônica por duas décadas, foi inventada pelo James L. Buie da TRW em 1961.
Em 1965, os engenheiros Don Nelson e Dick Pick da TRW desenvolveram a Linguagem e Sistema de Recolha de Informação Generalizada, para uso pelo Exército dos EUA para controlar o inventário de peças de helicóptero de Cheyenne. Este desenvolvido em Pick Database Management System que ainda está em uso a partir de 2016.
TRW LSI Products, Inc. foi uma subsidiária integral criada para comercializar a tecnologia de circuitos integrados que a empresa desenvolveu em apoio ao seu negócio aeroespacial. Eles produziram alguns dos primeiros ICs de processamento de sinal digital comercialmente disponíveis, incluindo o multiplicador-acumulador TDC1008. Eles também fizeram o primeiro 8-bit flash ADC IC, o TDC1007, resultando em um Prêmio Emmy pela tecnologia de conversão de vídeo analógico/digital.

## Na mídia
Christopher John Boyce era um empregado da TRW condenado pela venda de segredos de segurança para a União Soviética através da embaixada soviética na Cidade do México em meados da década de 1970. Boyce e seu cúmplice, Andrew Daulton Lee, foram temas do livro best-seller de Robert Lindsey, The Falcon and the Snowman, e do filme de 1985 do mesmo título.
Representantes de Laboratórios de Tecnologia Espacial apresentam sua experiência ICBM para Don e Pete em Mad Men Temporada 2, Episódio 11, The Jet Set.
O Star Trek: The Original Series temporada 1, episódio (#29) Operação: Annihilate! (13 de abril de 1967) foi filmado no campus-like, terreno da TRW em Redondo Beach, Califórnia. Os dois conjuntos de escadas mostrados são aqueles que levam à Cafeteria do Edifício S.
O edifício TRW é supostamente um dos edifícios da empresa de crédito demolido no filme de 1999 Clube da Luta. Isso ocorre porque na época em que o livro foi escrito, a TRW estava no negócio de relatórios de crédito. No entanto, não há edifício da TRW em Delaware, onde a demolição supostamente acontece.

## Prêmios
- Prêmio Aeroespacial Nelson P. Jackson de 1974 para TRW Systems Group com NASA Ames Research Center para Pioneer 10[42]
- Prêmio Aeroespacial Nelson P. Jackson de 1978 para Programa HEAO[43]
- Prêmio Emmy pela tecnologia de conversão de vídeo analógico/digital  de 1988-89 para TRW LSI Products[44]
- Prêmio Goddard de Qualidade e Produtividade de 1990 para Space and Technology Group[45]
- Prêmio Aeroespacial Nelson P. Jackson de 1992 para Space and Technology Group com NASA para Compton Gamma Ray Observatory[46][47]
- Prêmio Aeroespacial Nelson P. Jackson de 2001 para TRW Systems Group com NASA Marshall Space Flight Center para Chandra X-ray Observatory[48]
- Prêmio Aeroespacial Nelson P. Jackson de 2004 para Northrop Grumman (antigamente TRW) Space Technology Sector com NASA Goddard Space Flight Center para TDRSS[49]